# Flatland - Trois Horizons
Pour plus de détails, voir Fiche technique et Distribution.
Flatland - Trois Horizons (Flatland) est un film sud africain réalisé par Jenna Bass, sorti en 2019.

## Synopsis
La nuit de ses noces avec Bakkies, un policier blanc, Natalie, une métisse timide, voit sa vie basculer. Violée par son mari, elle s'enfuit de son domicile conjugal et tue par accident l'ecclésiastique qui a célébré l'union. Elle part en cavale, à cheval, dans le désert du Karoo avec une amie, Poppie, enceinte. Une policière, Beauty Cuba, enquêtant sur la mort du prêtre, est à leurs trousses. Les trois femmes se lancent dans une cavale infernale à travers un pays profondément clivé, l'Afrique du Sud contemporaine. Flatland est un film à la fois fantasque, plein d’humour et fascinant, entre western (comme le revendique la cinéaste) et road movie, qui sonde la société sud-africaine et ses inégalités raciales, ainsi que les inégalités entre hommes et femmes,,,.

## Fiche technique
- Titre : Flatland - Trois Horizons
- Réalisation : Jenna Bass
- Scénario : Jenna Bass
- Pays :  Afrique du Sud,  Allemagne,  Luxembourg
- Durée : 117 min.
- Version :
- Sous-titrage : français
- Pellicule :
- Son :
- Musique :
- Postproduction :
- Travaux du son :
- Lieu de tournage :
- Production : Proper Film, Deal Productions, In Good Company, unafilm

## Distribution
- Nicole Fortuin : Natalie Jonkers
- Faith Baloyi : Beauty Cuba
- Izel Bezuidenhout : Poppie
- De Klerk Oelofse : Bakkies Bezhuidenhout
- Albert Pretorius : Theunis
- Clayton Evertson : Branko
- Kim Goncalves : Sanie van Niekerk
- Brendon Daniels : Billy Duiker